# Ljubiša Dunđerski
Ljubiša Dunđerski (Doboj, 26 maggio 1972) è un dirigente sportivo ed ex calciatore serbo.

## Carriera
Riuscì ad emergere tra le file del Vojvodina, nel campionato jugoslavo.
Venne poi acquistato dall'Atalanta, società con la quale disputò quattro stagioni. Anche a causa di un serio infortunio ad un ginocchio, venne poi ceduto a Como e Treviso nella serie cadetta, fino al ritorno in patria, dove vestì nuovamente la maglia del Vojvodina.
Attualmente è team manager del Vojvodina Novi Sad.

## Statistiche

### Cronologia presenze e reti in nazionale
| Cronologia completa delle presenze e delle reti in nazionale ― Jugoslavia | Cronologia completa delle presenze e delle reti in nazionale ― Jugoslavia | Cronologia completa delle presenze e delle reti in nazionale ― Jugoslavia | Cronologia completa delle presenze e delle reti in nazionale ― Jugoslavia | Cronologia completa delle presenze e delle reti in nazionale ― Jugoslavia | Cronologia completa delle presenze e delle reti in nazionale ― Jugoslavia | Cronologia completa delle presenze e delle reti in nazionale ― Jugoslavia | Cronologia completa delle presenze e delle reti in nazionale ― Jugoslavia |
| Data                                                                      | Città                                                                     | In casa                                                                   | Risultato                                                                 | Ospiti                                                                    | Competizione                                                              | Reti                                                                      | Note                                                                      |
| ------------------------------------------------------------------------- | ------------------------------------------------------------------------- | ------------------------------------------------------------------------- | ------------------------------------------------------------------------- | ------------------------------------------------------------------------- | ------------------------------------------------------------------------- | ------------------------------------------------------------------------- | ------------------------------------------------------------------------- |
| 10-2-1997                                                                 | Hong Kong                                                                 | Hong Kong League XI                                                       | 1 – 3                                                                     | Jugoslavia                                                                | Lunar New Year Cup 1997 - Finale 3º posto                                 | -                                                                         | 46’                                                                       |
| Totale                                                                    |                                                                           | Presenze                                                                  | 1                                                                         |                                                                           | Reti                                                                      | 0                                                                         |                                                                           |

## Palmarès

### Club

#### Competizioni giovanili
- Juniorsko prvenstvo Jugoslavije u nogometu: 1

Vojvodina: 1989-1990

#### Competizioni nazionali
- Serie B: 1

Como: 2001-2002
- Serie C1: 1

Treviso: 2002-2003
- Supercoppa di Lega di Serie C: 1

Treviso: 2003